# Обухово (Вяземский район)
Обухово — деревня в Вяземском районе Смоленской области России. Входит в состав Мещёрского сельского поселения. Население — 1 житель (2007). 
Расположена в восточной части области в 11 км к северо-востоку от Вязьмы, в 6 км восточнее автодороги Р134 «Старая Смоленская дорога» Смоленск — Дорогобуж — Вязьма — Зубцов, на берегу реки Рощечка. В 3 км южнее деревни расположена железнодорожная станция Подъёлки на линии Москва — Минск. 

## История
В годы Великой Отечественной войны деревня была оккупирована гитлеровскими войсками в октябре 1941 года, освобождена в марте 1943 года.